# Dialetti irpini
I dialetti irpini costituiscono un complesso dialettale in uso, accanto alla lingua italiana, nel territorio dell'Irpinia corrispondente grosso modo alla provincia di Avellino (la quale, a sua volta, trae origine dal duecentesco giustizierato di Principato Ultra). Tali dialetti compaiono come sottoraggruppamento dialettale del "Laziale meridionale e campano" (corrispondente ai dialetti campani in senso lato), IV raggruppamento del "Meridionale intermedio" (ovvero i dialetti italiani meridionali non estremi), nella Carta dei Dialetti d'Italia elaborata da Giovan Battista Pellegrini.

## Caratteristiche
(proverbio nel vernacolo dell'Irpinia centrale)
I dialetti irpini appartengono allo stesso gruppo linguistico cui si riallaccia anche la lingua napoletana, distinguendosi dal dialetto napoletano propriamente detto principalmente per alcune espressioni, per la pronuncia di determinate parole e per l'uso di articoli determinativi differenti. Le parlate delle aree irpine più interne risentono comunque in misura relativamente minore delle influenze metropolitane conservando così caratteri nel complesso più genuini, al più alterati da influssi gergali che in qualche caso risultano anche piuttosto marcati (ne è un esempio il gergo ciaschino, parlato un tempo nella Baronia). Viceversa nelle aree marginali dell'Irpinia le varie parlate locali tendono a denotare elementi di transizione verso i dialetti dei territori limitrofi; un esempio è dato dal dialetto arianese in uso nella cittadina di Ariano Irpino (anticamente detta Ariano di Puglia), situata in prossimità dell'area pugliese.
Del tutto estranea al panorama dialettale irpino è invece la lingua arbëreshë in uso fin dal XV secolo a Greci (un piccolo borgo della valle del Cervaro), così come radicalmente diversa era la lingua osca parlata in epoca pre-romana dagli antichi Irpini; quest'ultima potrebbe però costituire il sostrato dei dialetti moderni.

### Differenze tra irpino e napoletano
I dialetti irpini differiscono dal napoletano sotto vari aspetti.
- Innanzitutto l'intonazione delle frasi (in particolar modo di quelle interrogative ed esclamative) è abbastanza differente.
- Diverso è anche il modo di scandire le parole, poiché le vocali atone e finali sono meglio pronunciate rispetto al napoletano, che al contrario predilige l'affievolimento se non la caduta delle stesse: ad Avellino arreto, mulignana, cazone ("dietro", "melanzana", "pantalone"), a Napoli arret(ë), mulignan(ë), cazon(ë).
- I pronomi e gli aggettivi dimostrativi mostrano una maggiore molteplicità di forme; così al napoletano chillë (="quello") si contrappongono le forme irpine chillo, quillo, con ulteriore evoluzione a chiddo, quiddo (o anche chiro, quiro) nelle zone più interne.
- Nei verbi di seconda e terza coniugazione la desinenza dell'infinito è quasi sempre troncata: ròrme, parte, crére, chiagne/chiange (="dormire", "partire", "credere", "piangere"), mentre in napoletano si ha durmì/rurmì, partì, crérere, chiàgnere.
- Analogamente a quanto accade nel salernitano, l'articolo determinativo plurale irpino è spesso  'i  (oppure li nelle aree più interne), mentre nel napoletano è 'e: in avellinese 'i perzone, 'i femmene, 'i sordi ("le persone", "le donne", "i soldi"), in napoletano 'e perzonë, 'e femmenë, 'e' sordë.
- Nei tempi composti il verbo "avere" funge più spesso da ausiliare rispetto al verbo "essere": aggio stato io "sono stato io" mentre in napoletano si ha solitamente só statë ijë. Tuttavia tale forma piuttosto arcaica tende a scomparire nelle zone più esposte alle comunicazioni con l'area partenopea, mentre resiste nelle aree più interne del territorio irpino.
- Il lessico risulta maggiormente influenzato dall'ambiente appenninico, con presenza di numerosi termini legati alla montagna, alla vegetazione e alla fauna d'altura nonché alla transumanza, mentre mancano molte parole specifiche relative all'ambiente planiziale, al vulcanesimo, all'ecosistema marino e alla navigazione.